# Beechcraft XA-38 Grizzly
El Beechcraft XA-38 Grizzly fue un avión estadounidense de ataque a tierra, equipado con un cañón de 75 mm de tiro frontal, para atacar blancos pesadamente blindados. El primer prototipo voló el 7 de mayo de 1944, pero tras las pruebas se hizo obvio que no estaría listo para la proyectada invasión de Japón, y además usaba motores requeridos por el Boeing B-29 Superfortress (que tenía prioridad), por lo que fue cancelado tras construirse dos prototipos.

## Diseño y desarrollo
Las Fuerzas Aéreas del Ejército de los Estados Unidos adjudicaron a la Beech Aircraft Corporation un contrato, en diciembre de 1942, por dos prototipos de su Model 28 "Destroyer". El requerimiento era por un poderoso avión de ataque al suelo para reemplazar al Douglas A-20 Havoc, con la habilidad de golpear a blancos "endurecidos", como tanques y búnkeres. Esta habilidad se conseguía gracias a un cañón de 75 mm con 20 disparos, montado en una posición fija en el morro, así como dos ametralladoras Browning M2 de 12,7 mm, todos de fuego frontal. El fuselaje era de diseño convencional, presentando un área de cabina frontal y una estación del artillero trasera, unidos como cuatro secciones principales para facilitar el mantenimiento y las reparaciones. Las alas tenían una disposición media, con el borde de ataque y las superficies calefactados para prevenir la formación de hielo. La refrigeración de los motores radiales Wright R-3350-53 de 2700 hp se conseguía mediante radiadores circulares especialmente diseñados y controlados por flaps automáticos. La cola era convencional, con estabilizador horizontal y dos timones. El tren de aterrizaje era triciclo convencional (con rueda de cola), totalmente hidráulico, con un sistema neumático de reserva de emergencia. Debía tener dos tripulantes, un piloto y un observador/artillero en la cabina trasera, usando miras de periscopio para apuntar las armas defensivas, cuatro ametralladoras Browning M2 de 12,7 mm, distribuidas en dos torretas General Electric en posiciones dorsal y ventral, cada una de ellas con dos armas. Externamente, estaba previsto que pudiera llevar bombas convencionales, un torpedo, bombas de humo, cargas de profundidad, tanques químicos y tanques lanzables.

### Pruebas
El 7 de mayo de 1944, el piloto de pruebas de Beech, Vern Carstens, voló el XA-38 en su vuelo inaugural desde el aeródromo de la compañía en Wichita. El avión se probó satisfactorio en todas las consideraciones y mejor que las esperadas en algunas, incluyendo la velocidad máxima.
Durante las pruebas, los prototipos del XA-38 fueron volados por pilotos del Ejército de los Estados Unidos y servidos por personal militar, probando ser seguro y estableciendo un alto nivel de operatividad.
El armamento se probó especialmente efectivo y si no hubiera sido por los cambios en las prioridades bélicas de 1944, el avión probablemente habría sido ordenado en cantidad, pero el B-29 tenía prioridad para los motores Wright R-3350. En su lugar, un prototipo fue desguazado y el otro, destinado al USAF Museum, tuvo un destino desconocido.

## Variantes
Model 28 Destroyer
Designación inicial del fabricante.
XA-38 Grizzly
Designación oficial de los prototipos, dos construidos (matrículas 43-14406/14407).

## Operadores
Estados Unidos
- Fuerzas Aéreas del Ejército de los Estados Unidos

## Especificaciones
Referencia datos: Plane Facts: The big gun Beech

### Características generales
- Tripulación: Dos
- Longitud: 15,8 m (51,7 ft)
- Envergadura: 20,5 m (67,3 ft)
- Altura: 4,7 m (15,5 ft)
- Superficie alar: 58,2 m² (625,9 ft²)
- Peso vacío: 10 197 kg (22 474,2 lb)
- Peso máximo al despegue: 15 996 kg (35 255,2 lb)
- Planta motriz: 2× motor radial de 18 cilindros en doble fila refrigerado por aire Wright R-3350-53.
  - Potencia: 2013 kW (2775 HP; 2737 CV) cada uno.

### Rendimiento
- Velocidad máxima operativa (Vno): 595 km/h (370 MPH; 321 kt) a 5180 m
- Alcance: 2615 km (1412 nmi; 1625 mi)
- Techo de vuelo: 8840 m (29 003 ft)
- Régimen de ascenso: 13,2 m/s (2598 ft/min)

### Armamento
- Ametralladoras: 

  - 2x Browning M2 de 12,7 mm fijas en la parte inferior del morro
  - 2x Browning M2 de 12,7 mm en torreta dorsal
  - 2x Browning M2 de 12,7 mm en torreta ventral

- Cañones: 

  - 1x T15E1 de 75 mm en el morro
- Otros: Hasta 907,2 kg de cargas exteriores: bombas, torpedos, cargas de profundidad

## Aeronaves relacionadas

### Aeronaves similares
- Douglas A-20 Havoc
- Douglas A-26 Invader
- Breda Ba.88
- Bristol Beaufighter

### Secuencias de designación
- Secuencia Numérica (interna de Beechcraft): ← 24 - 25 - 26 - 28 - 33 - 34 - 35 →
- Secuencia A-_ (Aviones de Ataque del USAAS/USAAC/USAAF/USAF, 1925-1948): ← A-35 - A-36 - A-37 - A-38 - A-39 - A-40 - A-41 →